# Huit, ça suffit !
Huit, ça suffit ! (Eight Is Enough) est une série télévisée américaine en 112 épisodes de 52 minutes et deux épisodes de 90 minutes, créée par Lee Rich, Philip Capice et Lee Mendelson pour Lorimar Productions et diffusée du 15 mars 1977 au 23 mai 1981 sur le réseau ABC.
Au Québec, la série a été diffusée à partir du 13 septembre 1981 sur le réseau TVA, et en France à partir du 6 février 1985 sur TF1. Rediffusion à partir du 5 janvier 1987 sur TF1. Puis dans l'émission Club Dorothée. Enfin dans les années 2000 sur Téva.

## Synopsis
Cette série met en scène Tom Bradford, journaliste à Sacramento en Californie, veuf et père de huit enfants. Il se remarie avec Abby, institutrice puis conseillère d'éducation, qui déborde largement de son cadre professionnel avec cette famille nombreuse...

## Distribution

### Acteurs principaux
- Dick Van Patten (VF : Philippe Dumat) : Tom Bradford
- Betty Buckley (VF : Nicole Favart) : Sandra Sue Abbott « Abby » Bradford (dès la saison 2)
- Laurie Walters (VF : Joëlle Fossier) : Joanie Bradford
- Grant Goodeve (VF : François Leccia) : David Bradford
- Lani O'Grady (VF : Maïk Darah) : Mary Bradford
- Susan Richardson (VF : Françoise Pavy) : Susan Bradford Stockwell
- Dianne Kay (VF : Céline Monsarrat) : Nancy Bradford
- Connie Needham (en) (VF : Catherine Lafond) : Elizabeth Bradford
- Willie Aames (VF : Thierry Bourdon) : Tommy Bradford
- Adam Rich (VF : Jackie Berger) : Nicholas Bradford
- Diana Hyland : Joan Bradford (saison 1, 4 épisodes)

### Acteurs récurrents et invités
- Brian Patrick Clarke (en) (VF : José Luccioni) : Merle « The Pearl » Stockwell (1978-1981)
- Virginia Vincent : Daisy Maxwell (1977-1979)
- Gregory Walcott : Dr Hammer (saison 1 épisode 9)

 Source et légende : version française (VF) sur RS Doublage

## Épisodes

### Première saison (1977)
1. Titre français inconnu (Never Try Eating Nectarines Since Juice May Dispense)
2. Titre français inconnu (Schussboomer)
3. Titre français inconnu (Pieces of Eight)
4. La Théorie des dominos (Women, Ducks and the Domino Theory)
5. Titre français inconnu (Turnabout)
6. Épidémie (Quarantine)
7. Tante Viviane (V is for Vivian)
8. Le Complot (Hit and Run)
9. Le Match (The Gipper Caper)

### Deuxième saison (1977-1978)
1. Appelez un docteur ! (Is There a Doctor in the House?)
2. L'Épreuve (Trial Marriage)
3. Querelle de famille (Triangles)
4. Le Défilé (Double Trouble)
5. Le Crochet (Mortgage Burnin' Blues)
6. Les Élections (Dark Horse)
7. Pardon Shakespeare ! (The Bard and the Bod)
8. Vive le marié ! [1/2] (Children of the Groom [1/2])
9. Vive le marié ! [2/2] (Children of the Groom [2/2])
10. Je rends mon tablier (I Quit)
11. Le Grand Amour (All's Fair in Love and War)
12. Le Retour de tante Viviane (The Return of Auntie V)
13. Titre française inconnu (Yes Nicholas, There is a Santa Claus [1/2])
14. Titre française inconnu (Yes Nicholas, There is a Santa Claus [2/2])
15. Les Joies de la mécanique (Dear Ms Dinah)
16. Joyeux anniversaire ! (A Hair of the Dog)
17. L'Auteur (Author, Author!)
18. La Poubelle (Much Ado About Garbage)
19. L’Éternel Régime (Hard Hats and Hard Heads)
20. Sept jours en février (Seven Days in February)
21. Le Fiancé (The Boyfriend)
22. L'Espoir (Great Expectations)
23. Le Voyage (Long Night’s Journey Into Day)
24. Pas de chance ! (The Lost Weekend)
25. Pauvre petite fille riche ! (Poor Little Rich Girl)
26. À qui le tour ? (Who's on First?)

### Troisième saison (1978-1979)
1. Qui est le plus fou ici ? (Who’s Crazy Here?)
2. Neuf, c’est trop (Nine is Too Much)
3. Non, assez ! (Here We Go Again alias Oh, No… Not Again!)
4. Cendrillon (Cinderella’s Understudy)
5. Les Bonnes Manières (Milk and Sympathy)
6. L'École (The Flunked and the Funked)
7. Ah ! La police (Cops and Toddlers)
8. Ah ! Ces chères études (The Hipbone's Connected to the Thighbone)
9. Une bonne action (Fast and Loose)
10. La Guerre des Bradford (War Between the Bradfords)
11. Les Hommes du vice-président (All the Vice-President’s Men)
12. La Fête [1/2] (You Won’t Have Nicholas to Kick Around Anymore [1/2])
13. La Fête [2/2] (You Won’t Have Nicholas to Kick Around Anymore [2/2])
14. Enfin seul (Alone at Last)
15. Le Point de rupture (The Yearning Point)
16. Le Déménagement (Moving Out)
17. La Manière douce (Mother's Rule)
18. Le Voyage (Inlaws and Outlaws)
19. Histoire d'horreur (Horror Story)
20. Vous n'êtes que dix ! (Just the Ten of Us)
21. De bons amis (Best of Friends)
22. L'Enfant qui vient dîner (The Kid Who Came to Dinner)
23. L'Examen (The Better Part of Valor)
24. Tel père, telle fille (Dads, Daughters, Different Drummers)
25. Le Grand Jour (The Final Days)
26. Les Lauréats (The Graduates)
27. Les Joies du mariage [1/2] (Marriage and Other Flights of Fancy [1/2])
28. Les Joies du mariage [2/2] (Marriage and Other Flights of Fancy [2/2])

### Quatrième saison (1979-1980)
1. Merle (Merle the Pearl)
2. Crise d’amour (The Cupid Crisis)
3. Oh oui ! Oh oui ! (I Do, I Do, I Do, I Do)
4. Vivent les études ! (Ten Ships in the Night)
5. Le Diable et Bradford (The Devil and Mr Bradford)
6. Chaussure à son pied (Big Shoes, Little Feet)
7. Pitié, assez de vacances ! [1/2] (Fathers and Other Strangers [1/2])
8. Pitié, assez de vacances ! [2/2] (Fathers and Other Strangers [2/2])
9. Lettre à un Bradford (Letter to One Bradford)
10. La Discorde (Separate Ways)
11. Les Arrivées (Arrivals)
12. La Grande Nuit (The Night They Raided Bradfords)
13. Moi ton frère, toi ma sœur (Brotherhood, Sisterhood)
14. Encore un mariage (Mary, He's Married)
15. Mon fils (My Son, the Prom Queen)
16. Quel courage ! (The Courage to Be)
17. Comme le temps passe… (Semi-Centennial Bradford)
18. Il faut bien transiger (The Commitment)
19. Encore sept jours en février (Seven More Days in February)
20. Le Retour de Joe Simons (The Return of Joe Simons)
21. Bradford contre Bradford (Bradford vs. Bradford)
22. Les Souvenirs (Memories)
23. Les Livres (Official Positions)
24. Ah, cette sacrée famille ! (A Matter of Mentors)
25. Jusqu'au bout des ongles (Roll Over Bradford)
26. Un amour partagé (A Little Triangle)
27. La Nuit des lauréats ((Finally) Grad Night)

### Cinquième saison (1980-1981)
1. Lorsque l'enfant paraît [1/2] (And Baby Makes Nine [1/2])
2. Lorsque l'enfant paraît [2/2] (And Baby Makes Nine [2/2])
3. Jeremy (Jeremy)
4. Retour aux sources (Welcome to Memorial Dr. Bradford)
5. Conflit de génération (Generations)
6. Holly (Holly)
7. Le Sac (Maltese Airline Bag)
8. La Grève (Strike)
9. Le Seuil (Bradfordgate)
10. Le Grand Dilemme (Darlene Dilemma)
11. À la réflexion (Second Thoughts)
12. Le Grand Blessé (David's Rib)
13. Les Vœux (Vows)
14. Pourquoi pas ? (The Way We Were)
15. Les Pantoufles de verre (If the Glass Slipper Fits)
16. Le Meilleur Téléphone de Sacramento (The Best Little Telethon in Sacramento)
17. Sept jours encore (Yet Another Seven Days in February)
18. Le Tombeur d'idole [1/2] (Idolbreaker [1/2])
19. Le Tombeur d'idole [2/2] (Idolbreaker [2/2])
20. Si on avait su… (Starting Over)
21. Enfin ! (Goals)
22. Papa sait tout (Father Knows Best)

### Hors saison
1. Titre français inconnu (A Family Reunion) (1987) - 90 minutes
2. Titre français inconnu (A Wedding) (1989) - 90 minutes

## Commentaires
- Il existe une différence notable entre la version originale et la version française de la série : l'originale comporte une piste de rires pré-enregistrés pour souligner l'aspect comique de certaines répliques; la bande-son française en est dénuée. Cela peut expliquer que la série soit davantage perçue comme une série romantique que comme une série comique auprès du public français. La série était l'une des rares fictions de 45 minutes avec des "rires en boîte". À la même époque, la série La croisière s'amuse utilisait le même procédé. Le doublage français n'a jamais conservé ces rires.
- La mort soudaine de Diana Hyland à 41 ans, au cours du tournage de la saison 1, a poussé la production à modifier ses plans. L’actrice n’est apparue que dans quatre épisodes. Tom Bradford devient veuf. Lors de la saison 2, il tombera sous le charme d’Abby, une institutrice bientôt conseillère d’éducation[3].
- À noter dans le tout premier épisode, la présence de Mark Hamill dans le rôle de David Bradford.